# Антак'я
Анта́к'я (стародавня Антіохія) — місто на півдні Туреччини, на р. Нахр-ель-Асі (європейська назва Оронт). Адміністративний центр провінції Хатай. Населення 216 960 мешканців (2012).

## Історія

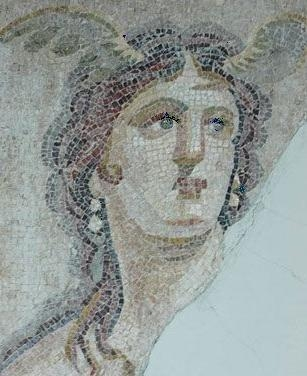
Мозаїка Тетії, грецької богині, матері богів та всіх річок з музею Антак'ї

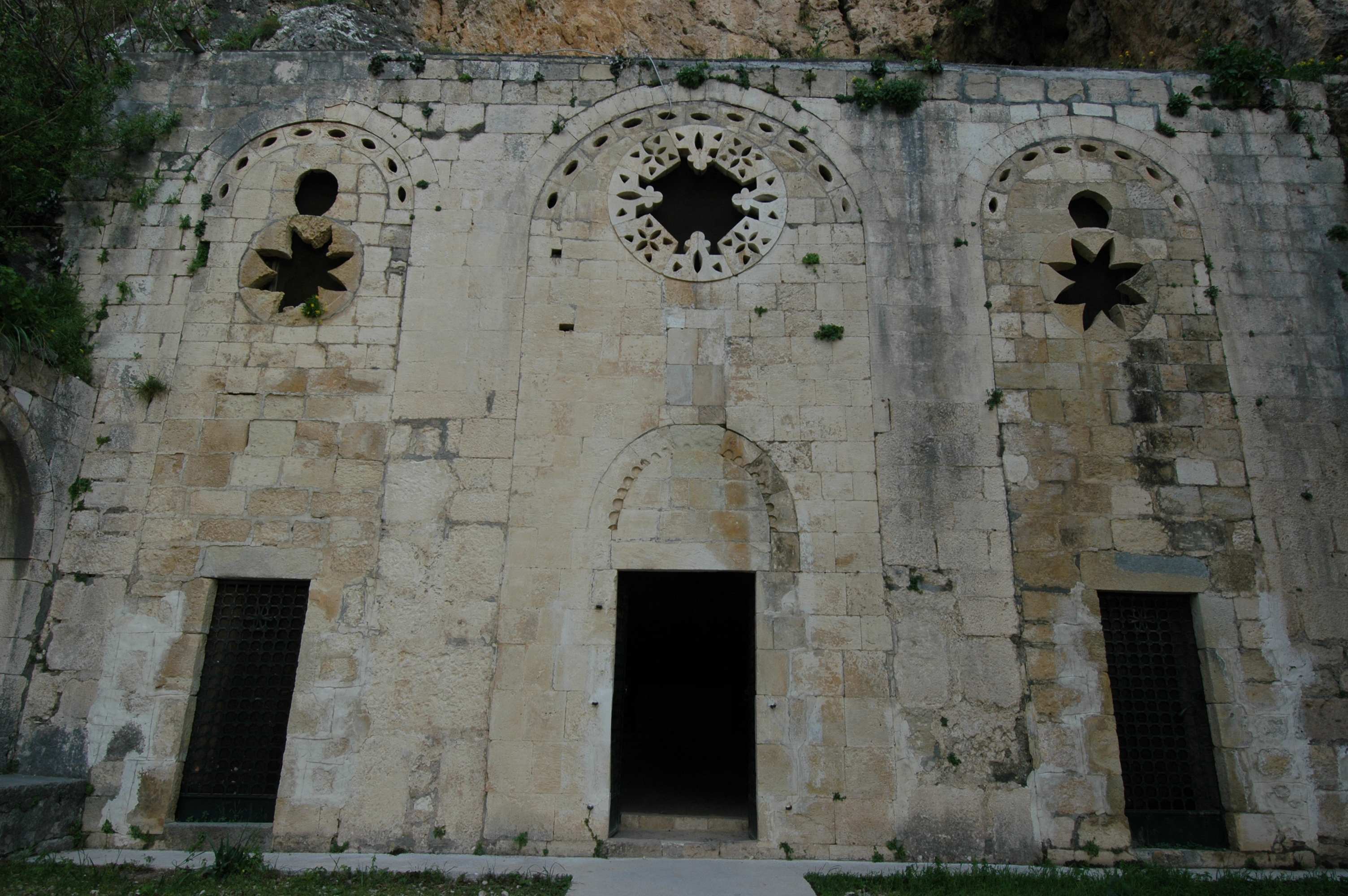
Церква, споруджена хрестоносцями

Антіохію заснував воєначальник Александра Македонського Селевк I Нікатор у 300 р до н. е. Він же перший правитель Східної імперії Селевкидів. Антіохія була столицею імперії до завоювання її Римом у 63 р. до н. е. Географічне розташування міста зробило його центром торгівлі між Середземним морем і Сходом. На піку розвитку Антіохія мала 500 тис. жителів.
6 лютого 2023 року місто сильно постраждало від двох потужних землетрусів з епіцентром у Кахраманмараші. Деякі історичні пам'ятки, включно із церквою Святого Петра, були зруйновані.

## Археологічні розкопки
При будівництві готелю в турецькому місті Антак'я була знайдена найбільша на сьогодні мозаїка римського періоду. Їй 1300 років. Має площу 9 тис. кв. м. Археологи вважають, що ця велика мозаїка зі складними геометріями належала громадській будівлі в древньому місті імперії Селевкидів — Антіохії. Будинок пошкодили великі землетруси 526 і 528 років, але мозаїка залишилась майже недоторканою.Археологи боялися пошкодити давню знахідку, тому вирішили залишити її в готелі, перетворивши його на музей.
На західній стороні річки Асі, неподалік від мосту Ата Кепрюсю знаходиться Археологічний музей. У його колекції є знайдені в околицях римські мозаїки, які вважаються одними з кращих у світі. Вони займають чотири перші зали музею. В основному вони присвячені сюжетам греко-римської міфології. Велика їх частина знайдена під час розкопок в околицях Дафне (тепер Харбіє), яка була в римські часи головним місцем відпочинку жителів Антіохії. Це відбилося в темах малюнків, на яких в основному зображено дозвільне проведення часу.
Готель-музей (Antakya Museum) розташований неподалік церкви Святого Петра — церкви епохи хрестоносців, побудованої навколо печери, яка вважається однією з найдавніших християнських церков у світі.